# Ingram modèle 6
Pour les articles homonymes, voir Ingram.

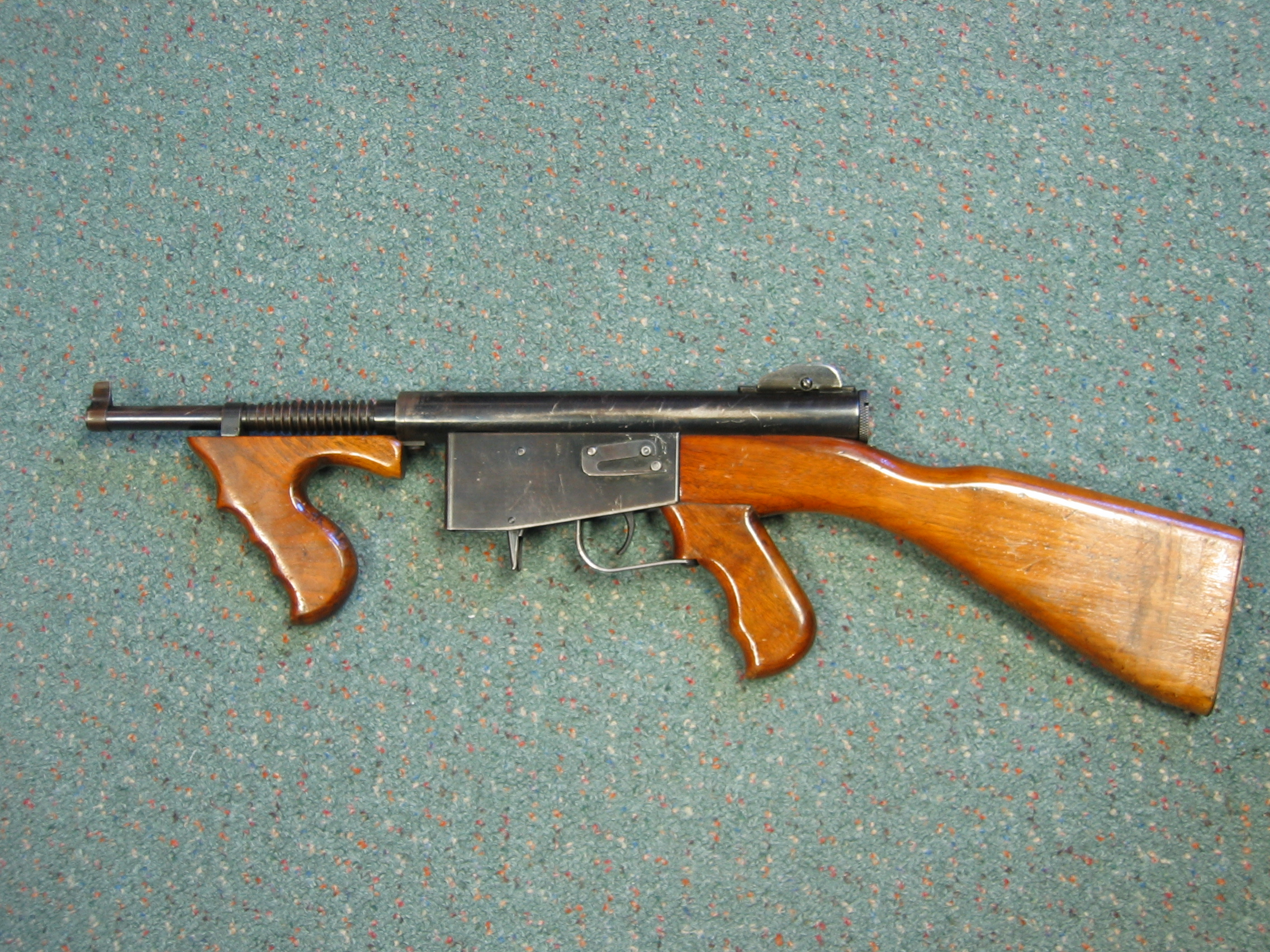
Face gauche

Le Pistolet mitrailleur Ingram modèle 6 fut inventé par Gordon Ingram en 1949. Ressemblant extérieurement à une Thompson réduite, il fut produit en Californie puis au Pérou.

## Technique
Le M6 comporte une crosse, une poignée pistolet et un devant/poignée antérieur en bois. Fonctionnant à culasse non calée avec verrouillage différentiel, il fut conçu à l'origine pour le tir automatique. Son canon à des ailettes. Les derniers exemplaires possédaient une gâchette permettant de tirer en tir semi-automatique ou en rafale selon la pression exercée sur la queue de détente. 

## Production
La firme californienne Police Ordnance Company fabriqua 15 000 M6 entre 1949 et 1952. Puis une licence fut accordée au Pérou.

## Diffusion
Présenté à la Conférence des chefs de police, il fut vendu à quelques services de police aux États-Unis. Le M6 fut également réglementaire dans la Marine cubaine et l'Armée péruvienne.

## Données numériques
- Munitions :  	9mm Parabellum, .38 Super and .45 ACP
- Masse (PM vide : environ 3,3 kg)
- Longueur
  - totale :	76,2 cm
  - du canon : 22,8 cm
- Cadence de tir théorique : 600 coups par minute
- Chargeur : 30 cartouches